# Elaver kohlsi
Espèce
Synonymes
- Clubiona kohlsi Gertsch & Jellison, 1939

Elaver kohlsi est une espèce d'araignées aranéomorphes de la famille des Clubionidae.

## Distribution
Cette espèce est endémique du Montana aux États-Unis,. Elle se rencontre dans le comté de Ravalli.

## Description
La femelle holotype mesure 12,50 mm.

## Étymologie
Cette espèce est nommée en l'honneur de Glen Milton Kohls.

## Publication originale
- Gertsch & Jellison, 1939 : Notes on a collection of spiders from Montana. American Museum Novitates, no 1032, p. 1-13 (texte intégral).